# حفل توزيع جوائز الأكاديمية الإفريقية للأفلام العاشر
حفل توزيع جوائز الأكاديمية الأفريقية للأفلام العاشر (بالإنجليزية: 10th Africa Movie Academy Awards) هُو حفل توزيع جوائز الأكاديمية الأفريقية للأفلام الخاص بسنة 2014، وقد نُظم الحفل يوم 24 مايو 2014 في مدينة إيناغوا في ولاية بايلسا في نيجيريا. أما حفل الترشيحات، فقد نُظم في قصر الإمبراطور في جوهانسبرغ في جنوب أفريقيا يوم 2 أبريل 2014. اختير الثنائي ليديا فورسون وكانلي أفولايان ليكونا سفيرا حفل توزيع جوائز الأكاديمية الأفريقية للأفلام، حيث كانت مُهمتهما الرئيسية الترويج للحفل حول العالم.

## الترشيحات والجوائز
| أفضل فيلم | أفضل مخرج |
| --- | --- |
| - ذو سمعة جيدة (جنوب أفريقيا) - أبناء ترومارون (موريشيوس) - بوتومانتو (غانا) - المملكة المنسية (جنوب أفريقيا) - حادث (نيجيريا)                                                                                | - جميل كيبيكا – ذو سمعة جيدة (جنوب أفريقيا) - هاريكريسنا أنيندم وشانفان أنيندين (أبناء ترومارون) (موريشيوس) - شيرلي فرامبونغ مانسو – بوتومانتو (غانا) - أندرو مادج – المملكة المنسية (جنوب أفريقيا) - تيكو بنسون – حادث (نيجيريا) |
| أفضل ممثل في دور رئيسي | أفضل ممثلة في دور رئيسي |
| - موثوسي ماغانو (ذو سمعة جيدة) - .زينغو نغكوبي (المملكة المنسية) - Kanayo O. Kanayo (أبايي) - جوزيف بنجامين (جريمة قتل في أجنحة فاخرة) - أدجيتي أنانغ (بوتومانتو) - مجيد ميشيل (حارس الأخ)                    | - كلاريون تشوكوورا (أبايي) - أوتشي ناديلي (بي فور بوي) - ليندا سوخولو (فيليكس) - شيوما تشوكووكا (حادث) - أوتشي جومبو وموناليزا تشيندا ودانييلا أوكيكي (Lagos Cougars) - جوسلين دوماس (قضية شمالية)                                |
| أفضل ممثل في دور مساعد | أفضل ممثلة في دور مساعد |
| - ثابيلو موفيكينغ (فيليكس) - ديزموند أليوت (Finding Mercy) - يومي فاش لانسو (أومو إيلموشو) - أنييكان إيوهو (بوتومانتو) - تشامانو سيبي (ذو سمعة جيدة)                                                          | - بايشنس أوزكوور (بعد طلب الزواج) - فينايا سونغكور (أبناء ترومارون) - ماري هامبرت (بوتامانتو) - باربرا سوكي (حارس الأخ) - لي آن فان روي (ذو سمعة جيدة)                                                                            |
| Best Young/Promising Actor | أفضل مُمثل طفل |
| - بترونيلا تشوما (ذو سمعة جيدة) - إيفلين غالي أنساه (الأيام الخوالي: حب AA) - توبي تيديلا (ميل من المنزل) - كيتي فيليبس (أبناء ترومارون) - شون فاكوا (Lagos Cougars)                                          | - ليبوهانغ نتساني (المملكة المنسية) - توبي أوبولي (حارس الأخ) - هلاياني جونيور ماباسا (فيليكس) |
| أفضل أول عمل سينمائي لمُخرج | أفضل فيلم نيجيري |
| - هاريكريسنا أنيندم وشانفان أنيندين (أبناء ترومارون) - روبرتا دورانت (فيليكس) - Chika Anadu (بي فور بوي) - أندرو مادج (المملكة المنسية) - ديلمان ديلا (حكاية فيليستا) - جويس مانغو شافولا (لا مزيد من الدموع) | - حادث - أبايي - بي فور بوي - جريمة قتل في أجنحة فاخرة - أومو إيلموشو |
| أفضل فيلم طويل بالنسبة للشتات | أفضل فيلم وثائقي بالنسبة للشتات |
| - كينغستون بارادايس (جامايكا) - تولا الثورة (كوراساو) - آزو (فنزويلا) - استرجاع (الولايات المتحدة) | - من خلال عدسة في الظلام (الولايات المتحدة) - Finding Samuel Lowe: From Harlem to China – (الولايات المتحدة/كندا) - صيف الحُرية (الولايات المتحدة) - No Bois Man, No Frad (ترينيداد وتوباغو)                                       |
| جائزة عثمان سمبين لأفضل فيلم في لغة أفريقية | أفضل فيلم وثائقي |
| - بي فور بوي (نيجيريا) - المملكة المنسية – جنوب أفريقيا - أومو إيلموشو (نيجيريا) - أونيي أوزي (نيجيريا) - ني سيسي (كينيا)                                                                                     | - صيادو الرمال (مالي) (مُناصفة) - صورة لمزارع وحيد (نيجيريا/الدنمارك) (مُناصفة) - كوشايا إينغاغاسي (جنوب أفريقيا) - فتيات دلتا النيجر (نيجيريا) - مع خالص التقدير إثيوبيا (إثيوبيا)                                                 |
| أفضل فيلم في الشتات | أفضل فيلم قصير |
| - المسار (البهاماس) - الجنة (الولايات المتحدة) - دغدغني يا ريش (ترينيداد وتوباغو) - أحمر (الولايات المتحدة)                                                                                                   | - ديالمي (الغابون) - روح مسكونة (كينيا) - سيريا متونغي (تنزانيا) - أُفق جديد (نيجيريا) - ناندي اليتيمة (مالي) - جنازة حية (نيجيريا) - قلب فينديلي (جنوب أفريقيا)                                                                   |
| أفضل فيلم رسوم متحركة | أفضل سيناريو |
| - كومبا (جنوب أفريقيا) - الأرنب والأسد (بوركينا فاسو) - حمدا لله - إنه الجمعة (المغرب) - ليلى (نيجيريا) - النقانق ولُعبة الص (موزمبيق)                                                                         | - ذو سمعة جيدة - بي فور بوي - حادث - بوتومانتو - فيليكس |
| أفضل مونتاج | أفضل تصوير سينمائي |
| - بوتومانتو - ذو سمعة جيدة - حادث - ذات مرة في رحلة على الطريق - فيليكس | - المملكة المنسية - ذات مرة في رحلة على الطريق - الأيام الخوالي: حب AA - ذو سمعة جيدة - أبناء ترومارون |
| أفضل صوت | أفضل مؤثرات بصرية |
| - المملكة المنسية - فيليكس - قضية شمالية - لا شيء من أجل ماهالا - ذو سمعة جيدة | - ميل من المنزل - أومو إيلموشو (نيجيريا) - غرفة سرية (نيجيريا) - ني سيسي (كينيا) - ذو سمعة جيدة (جنوب أفريقيا) |
| أفضل موسيقى تصويرية | أفضل مكياج |
| - أونيي أوزي (نيجيريا) - ذات مرة في رحلة على الطريق - فيليكس - ذو سمعة جيدة (جنوب أفريقيا) - بوتومانتو (غانا)                                                                                                 | - ذات مرة في رحلة على الطريق (جنوب أفريقيا) - ميل من المنزل (نيجيريا) - أبايي (نيجيريا) - حكاية فيليستا (أوغندا) - (غانا) |
| أفضل تصميم أزياء | أفضل تصميم إنتاج |
| - ني سيسي (كينيا) - الأيام الخوالي: حب AA (غانا) - أبايي (نيجيريا) - أومو إيلموشو (نيجيريا) - المملكة المنسية (جنوب أفريقيا)                                                                                  | - قضية شمالية (غانا) - ذو سمعة جيدة (جنوب أفريقيا) - ني سيسي (كينيا) - الأيام الخوالي: حب AA (غانا) - أبايي (نيجيريا) |

## إحصائيات
| الفيلم                     | عدد الترشيحات |
| -------------------------- | ------------- |
| ذو سمعة جيدة               | 13            |
| المملكة المنسية            | 9             |
| بوتومانتو                  | 9             |
| فيليكس                     | 8             |
| أبايي                      | 6             |
| حادث                       | 6             |
| أبناء ترومارون             | 6             |
| بي فور بوي                 | 5             |
| أومو إيلموشو               | 5             |
| الأيام الخوالي: حب AA      | 4             |
| ذات مرة في رحلة على الطريق | 4             |
| ني سيسي                    | 4             |

### الجوائز الخاصة
- جائزة ماديبا: ني سيسي (كينيا)
- أفضل فيلم لتمكين المرأة: بي فور بوي (نيجيريا)
- جائزة لجنة التحكيم الخاصة: أُفق جديد (نيجيريا)
- إنجاز العُمر: بوب مانويل أودوكوو